# 天津京铁火车头足球俱乐部
天津京铁火车头足球俱乐部，是一家中国足球俱乐部，前身为成立于1950年代的火车头体协足球队，被誉为“中国阿贾克斯”，是中国唯一一支仍然隶属于行业体育协会的足球俱乐部。
火车头队从中国联赛职业化后从来無进入过顶级联赛，於1994至1997年一直在甲B联赛征战，随着职业联赛的迅速发展，火车头的球队体制的痕迹越发凸显不适应职业足球的要求，尽管他们依然有很丰富的人才储备，惟一线队伍缺乏造血机能，最终降入中国足球职业联赛最底层的乙级联赛。降级后转而以出售年轻球员而出名，培养过很多有潜力的球员。

## 球队历史
1950年火车头足球队的成立。1951年火车头队首次参加全国足球比赛。1955年的全国足球联赛他们开始以火车头体协队的名义参赛。文化大革命后，火车头队于1978年重组，参加乙级联赛。
1989年火车头队和佛山队一起升入甲B联赛，因此在1994年职业化开始的时候，火车头队是甲B联赛的球队。
1997年火车头队主场由天津迁到了宁波，冠名火车头杉杉，以最后一名降级乙级联赛，之后专攻青少年培养，将原球队整体转卖给深圳平安，包括李玮锋和李毅等16名极有潜质的年轻队员。
1999年以430万出售曲波、杨君、白毅、彭鹏和曹春鹏等五名球员给青岛海牛俱乐部。
2000年集体出售杨程、关震、吴泽、苑维玮、杨增奇、刘剑、李丹、万程、张金九名球员给山东鲁能泰山。
2004年火车头队重回职业足坛，参加了乙级联赛。
2006年中国足球乙级联赛中进入了最后的半决赛，但在点球大战中8-9败给了北京理工足球队失去了晋级中国足球甲级联赛的资格。
2007年俱乐部遇到注冊問題，俱乐部的注冊地一直在天津市足協，但俱乐部有意把一線隊移至铁道部所屬的火车头体協進行注冊，而把其梯队繼續放在天津市足協注冊。對於這種做法，天津市足協明確表示這不符合中國足協的相關規定，此事最后成功解決。
2009年由于原主场的看台被拆除，已不具备中国足协规定的职业联赛比赛条件，所以俱乐部将主场从天津迁到武汉，继续参加乙级联赛，已解散的乙级队武汉雅琪的投资方成为第二大股东。
2010年球队重回天津，冠名为京铁火车头参加乙级联赛，火车头在决赛阶段第一轮便被淘汰， 没有了资金的保障，在乙级联赛结束之后，火车头俱乐部的一线队不得不宣告解散，只剩下与上海申花有合作培养协议的1993-1994年龄段队伍。
2012年火车头队重新参加乙级联赛。
2016年12月3日，球队总经理曹友刚在接受采访时确认退出2017年的中乙联赛。

## 青训系统
火车头队在专业体制年代由于铁道部门员工众多，分布极广，当年它和八一队一样，可以在全国范围内招收好苗子，因此火车头队从历史上来说就是一支后备力量充沛的球队。
火车头队在1997年从甲B联赛降级后将原球队整体转卖给深圳平安，这次降级的噩运让火车头走上了一条适合自己的生存模式：就是出售年轻球员的发展道路。這個模式逐渐成为了中国足球青少年培养方面的成功典型。只要是火车头俱乐部看上的好苗子，不收取任何费用，但家长必须跟俱乐部签订合同，将来球员的转会费全部归俱乐部所有。很多的知名球员都是出自于火车头俱乐部的青训系统，以下是其中的例子:
- 1977-1980年龄段: 赵斌、郭昊、肖金亮、孙晓轩、辛健、翟国宾 (火车头青训体系推向市场的第一批球员)
- 中国火车头(1978-1980年龄段):  李玮锋、李毅、杨光、鲍文杰、丁伟
- 1981-1984年龄段: 曲波、杨君、白毅、卫珉
- 1985-1988年龄段: 杨程、关震、苑维玮、张鹭、万程
- 1989-1990年龄段: 王刚、张世昌、马磊磊、吕伟、冯仁亮、宋博轩

## 保障球员就业
由于火车头队是隶属于铁道部的足球俱乐部，因此借助于自身属于铁路系统这种独特的优势，俱乐部会根据个人意愿，为已经退役和未能进入职业队的球员安排工作，如一些退役球员想从事教练工作的，俱乐部会安排其定期参加由中国足协组织的教练员培训班，将其安排到一些经验丰富的教练身边担当助手，累积经验为日后独立执教準备。而一些最终未能踏上职业赛场的球员，俱乐部会安排他们进入到铁路系统下属的单位上班，提供一份有所保障的工作。

## 曾使用名稱
- 1950-1955年 火车头
- 1955-1966年 火车头体协
- 1978-1996年 火车头
- 1997年 火车头杉杉
- 1998-2003年 火车头
- 2004-2008年 天津火车头
- 2009年 火车头雅琪
- 2010年 京铁火车头
- 2013-2016年 天津京铁火车头